# Герб Мостиського району
Герб Мостиського району — офіційний символ Мостиського району, затверджений 11 квітня 2011 р. рішенням сесії районної ради.

## Опис
Синій щит перетятий золотою ламаною балкою. На верхній частині золота маюскульна літера "М", під балкою вміщено два ключі в косий хрест. Щит увінчано золотою територіальною короною. Щитотримачі: справа янгол-охоронець, зліва лев з червоними язиком і пазурами. На синій девізній стрічці золотий напис "Мостиський район".